# Immanuel Lembcke
Immanuel Lembcke, född 5 april 1854 i Haderslev, död 10 februari 1932, var en dansk officer, son till Edvard Lembcke och far till Cay Lembcke.
Lembcke blev officer i infanteriet 1875 och gjorde både som premiärlöjtnant och som kapten – vilket han befordrades till 1890 – tjänst i generalstaben och livgardet. Lembcke blev överstelöjtnant 1903 och vände därefter tillbaka till generalstaben, där han 1906—1910 var verksam som stabschef vid 1:a generalkommandot. Han hade 1907 blivit överste och avancerade 1910 till generalmajor och kommendant i Köpenhamn. I denna befattning förblev han till 1918, då han som generallöjtnant övertog posten som kommenderande general i 2:a generalkommandot. Lembcke avgick i april 1923 från sistnämnda post och 30 september samma år från tjänsten.